# São Pedro (Faro)
São Pedro ist ein Ort und eine ehemalige Gemeinde (Freguesia) im portugiesischen Kreis Faro. Die Gemeinde hatte 14.553 Einwohner (Stand 30. Juni 2011).
São Pedro stellte eine der Innenstadtgemeinden Faros dar.
Mit der Gebietsreform vom 29. September 2013 wurden die Stadtgemeinden Faro (São Pedro) und Faro (Sé) zur neuen Gemeinde União das Freguesias de Faro (Sé e São Pedro) zusammengeschlossen. Sé (Faro) wurde Sitz der neuen Gemeinde.